# Zunft (Schaffhausen)

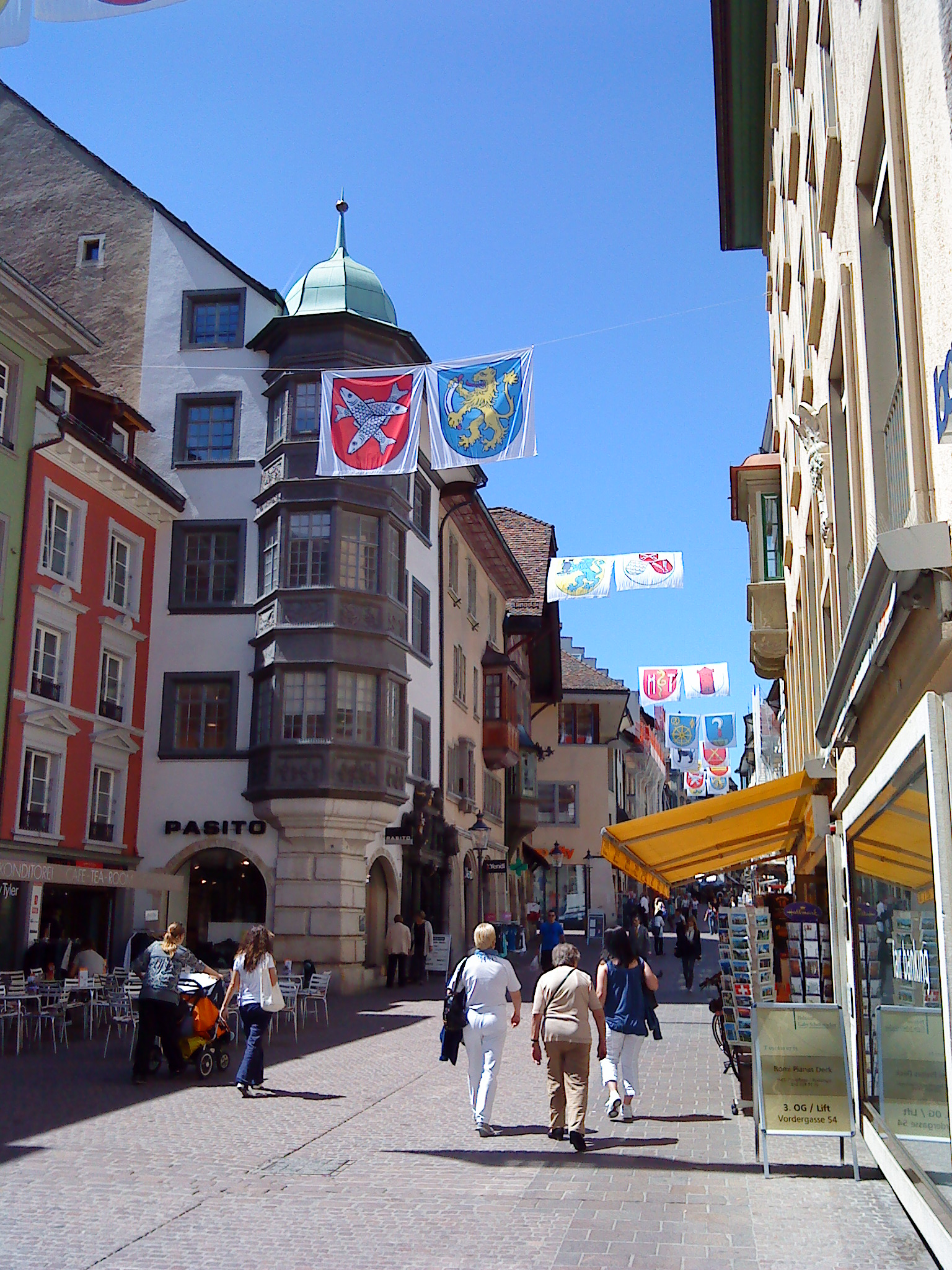
Festlich mit den Wappen der 12 Zünfte und Gesellschaften geschmückte Vordergasse in Schaffhausen

Die zehn alten Zünfte der Stadt Schaffhausen waren ursprünglich Handwerksvereinigungen und entstanden im 15. Jahrhundert. Neben diesen Handwerksvereinigungen bildeten der Stadtadel und die Kaufleute zusätzlich die beiden Gesellschaften zun Herren sowie zun Kaufleuten. Die Zünfte und Gesellschaften prägten über Jahrhunderte das wirtschaftliche, politische und gesellschaftliche Leben der Stadt Schaffhausen.

## Geschichte

### Ursprung
Vom 11. bis 15. Jahrhundert entstanden in ganz Europa zahlreiche Handwerksvereinigungen und Korporationen, die die Interessen ihres Gewerbes vertraten und je länger je mehr versuchten, sich auch politisch zu betätigen. In den umliegenden Städten Zürich, Basel und Konstanz übernahmen die Zünfte im 14. Jahrhundert die Macht. Schaffhausen wurde jedoch weiterhin vom Adel regiert, obwohl die Handwerker immer mächtiger wurden. Der Rat der Stadt Schaffhausen verbot in den Jahren 1281 und 1332 den Handwerkern ausdrücklich, sich zu Zünften zu verbinden. In der Schlacht bei Sempach (1386) und der Schlacht bei Näfels (1388) kämpften die Schaffhauser noch an der Seite der Habsburger. Viele einflussreiche Schaffhauser Adelige fielen in den beiden Schlachten. Die Handwerker nutzen die Schwäche des Adels und baten im Jahre 1411 den obersten Stadtherrn, Friedrich IV. von Österreich, ihnen das Recht zu gewähren, Zünfte zu gründen. Am 1. Juli 1411 stellte er ihnen bereits die nötige Urkunde aus, welche den Handwerkern erlaubte, ein entsprechendes Gesetz zu erlassen.

### Gründungen
Am 12. Juli 1411 schlossen sich nach Einführung der Zunftverfassung die Handwerker zu 10 Zünften zusammen und wählten je ihren Zunftmeister. Die Adeligen bildeten die „obere Gesellschaft zun Herren“, genannt nach ihrem Versammlungshaus beim Fronwagplatz. Die Kaufleute gründeten die „Gesellschaft zun Kaufleuten“. Sie trafen sich jeweils in der unteren Stube an der Vordergasse. Beide Gesellschaften wählten ihren Oberherrn.

### Politischer Einfluss
Die Zünfte übernahmen die Macht im Stadtstaat. Jede Vereinigung durfte zwei Mitglieder in den 24-köpfigen Kleinen Rat entsenden. In den Grossen Rat mit 84 Mitgliedern nahmen je 5 Vertreter sowie der ganze Kleine Rat Einsitz. Die „obere Gesellschaft zun Herren“ durfte zeitweise 4 Mitglieder in den Kleinen Rat entsenden. Für die nächsten mehr als 400 Jahre sollte sich an dieser neuen Ordnung nicht viel ändern.

### Das Ende der Vorherrschaft der Zünfte
Mit der Französischen Revolution (1789) und den Napoleonischen Kriegen (1798–1815) war in Europa eine neue Epoche angebrochen. Die Leute, besonders auch in den unterdrückten Dörfern, sehnten sich nach Freiheit und Gleichheit für alle Bewohner. In der aufkommenden Industrialisierung entstanden überall in Europa Fabriken. Noch 1840 hatten die Schaffhauser Industriepioniere Johann Conrad Fischer und Heinrich Moser mit vielen Schaffhauser Handwerkern zu kämpfen, die sich gegen jegliche Art von Grossbetrieben wehrten. Fortschrittlichere Zünfter realisierten jedoch, dass sich Handel und Gewerbe im Umbruch befanden. Bereits 1831 hatten die Zünfte mit dem Untergang des Stadtstaates ihre politische Vormachtstellung verloren. Für die Wahl der Ratsmitglieder durften sie ab 1847 gar nicht mehr mitentscheiden. 1855 trat im Kanton Schaffhausen das neue Gewerbegesetz in Kraft. Dieses beendete auch im wirtschaftlichen Bereich den Einfluss der Zünfte und ebnete den Weg für die Industrialisierung.

## Reihenfolge der Nennung
Gerne wäre die „obere Gesellschaft zun Herren“ bei der Aufzählung der 12 Schaffhauser Zünfte und Gesellschaften an Erster Stelle genannt worden. Die Handwerkerzünfte beschlossen jedoch, die Reihenfolge nach der ursprünglichen Lage der Zunfthäuser vom Rhein her gesehen festzulegen. Einige Zünfte errichteten später an anderen Orten in der Stadt ihre Zunfthäuser. Die ursprüngliche Reihenfolge wurde dadurch nicht verändert.
Die offizielle Reihenfolge lautete somit: Zunft zun Fischern, Zunft zun Gerbern, Zunft zun Schuhmachern, Zunft zun Schneidern, Zunft zun Schmieden, Gesellschaft zun Kaufleuten, Zunft zun Becken, Zunft zun Rebleuten, Zunft zum Rüden, Gesellschaft zun Herren, Zunft zun Metzgern, und Zunft zun Webern.

## Die Bedeutung der Zünfte
Die Zünfte waren Handwerksvereinigungen, welche Regeln aufstellten, wer, wie und wo ein Handwerk ausüben durfte. Nach heutigen Vorstellungen waren Zünfte protektionistische Kartelle. Sie kauften auch gemeinsam Rohstoffe und Werkzeuge ein. Durch Absprachen sorgten die Zünfte dafür, dass alle Zunftmitglieder mehr oder weniger gleich viel Arbeit hatten und gleich viel verdienten. Auf diese Weise hielten sie sich auch unliebsame Konkurrenz von ausserhalb der Stadt fern. Das Lehrlingswesen wurde auch durch die Zünfte geregelt und wer Meister werden wollte, musste vor der Zunft eine Prüfung ablegen. Nur Stadtbürger waren zur Meisterprüfung zugelassen. Ausserdem mussten sie über ein genügend grosses Vermögen verfügen, um sich eine Werkstatt kaufen zu können. Genügte das Meisterstück den Anforderungen, wurde der Handwerker in den Meisterstand erhoben und gleichzeitig in die Zunft aufgenommen.
Beim Tod eines Zunftmitgliedes wurde der Leichnam in einem speziellen Raum jedes Zunfthauses aufgebahrt. Gemeinsam mit den Familien nahm die Zunft von ihrem verstorbenen Mitglied Abschied. Die Zunft kümmerte sich auch um die Witwen und Waisen.
Die Zünfte waren die tragende Organisation der Stadt Schaffhausen. Sie kümmerten sich deshalb auch um weitere Belange des damaligen Stadtlebens. Die Feuerbekämpfung lag in ihrer Obhut. Bei einem Brandausbruch wurden die Bürger durch Trompetenstösse von einem der vier Hochwächter auf dem Munot, dem St. Johannturm, dem Obertorturm oder dem Schwabentor alarmiert.
In kriegerischen Zeiten formierte sich jede Zunft zu einem "Banner". Die Zünfte besassen eigene Waffen, Geschütze und Munition, da die Aufnahme neuer Zunftmitglieder häufig mit der Beschaffung eines eigenen Schwertes oder einer Armbrust verbunden war. Die Waffendepots der Zünfte gelten als die ersten Zeughäuser der mittelalterlichen Stadt. Auch die Bewachung der Stadt in Friedenszeiten regelten die 10 Zünfte und 2 Gesellschaften unter sich. Jede Nacht verübten 60 Männer den Wachtdienst auf den Mauern rund um die Stadt. Jeder Zünfter kam so im Schnitt alle 10 Nächte einmal an die Reihe.

## Zugelassene /Ausgeschlossene Berufe und Frauen
Nur die als ehrenhaft angesehenen Berufe wurden in einer Zunft zugelassen. Die unehrenhaften Berufe wie Henker, Totengräber, Wasenmeister (Entsorgung von toten Tieren), Musikanten und Nachtwächter wurden wie die Bauern, Diener und Leibeigene von der Teilnahme am Zunftleben ausgeschlossen. Über die Jahrhunderte entstanden immer wieder neue Berufe. Um die Anzahl der Zünfte nicht erhöhen zu müssen, wurden die neuen Berufe den bestehenden Zünften zugewiesen. Heute ist vielfach nicht mehr nachvollziehbar, weshalb ein Beruf einer bestimmten Zunft zugewiesen wurde.
Im Mittelalter waren Handwerksmeisterinnen bei den Schneidern und Webern noch gleichberechtigte Mitglieder der Zunft. Die Zünfter blieben jedoch lieber unter sich. Der Zugang zu den Zünften wurde den Frauen ab dem 16. Jahrhundert gänzlich verwehrt. Viele Frauen halfen ihren Männern im Handwerksbetrieb mit. Verstarb ein Handwerksmeister, ging das Recht, das Handwerk auszuführen, auf seine Frau über. Mitglied der Zunft durfte sie trotzdem nicht werden.

## Historische Zünfte
| Name                        | Berufe | Typische Familiennamen | Zunft-/Gesellschaftshaus                                                            | Webpage                      |  |
| --------------------------- | --- | --- | ----------------------------------------------------------------------------------- | ---------------------------- |  |
| Zunft zun Fischern          | Fischer, Kabishändler, Scherer, Schiffleute, Schiffmacher und Hofknechte beim Salzhof | Oechslin, Pfau, Vogel | Fischerzunft, Fischerstubengässchen 2, 1854 verkauft, heute Restaurant Fischerzunft | Website                      |  |
| Zunft zun Gerbern           | Gerber, Karrer, Sattler | Altorfer, Bäschlin, Beck, Biedermann, Hauser, Homberger, Hurter, Müller, Murbach, Pfister, Schalch, Schelling, Sigerist, Stierlin, Vogel, Wüscher                                                                                      | Gerberstube, Bachstrasse 8, 1864 verkauft, heute Restaurant Gerberstube             |                              |  |
| Zunft zun Schuhmachern      | Schuhmacher | Amsler, Brunner, Faccani, Fischer, Frauenfelder, Höneisen, Joos, Keller, Murbach, Pfeiffer, Pfister, Richli, Schalch, Schatzmann, Schlatter, Späth                                                                                     | Haus zur Granate, Vordergasse 18, 1849 verkauft                                     |                              |  |
| Zunft zun Schneidern        | Schneider, Kürschner, Tuchscherer | Blanz, Brütsch, Classen, Dalla Valle, Deggeller, Frey, Habicht, Hanser, Jezler, Joos, Karrer, Kressler, Müller-Forrer, Rubli, Schmid, Schwyn, Sigg, Spichiger, Ulmer, Von Grüningen, Vontobel, Walter, Winzeler                        | Schneidergang 7, Verkauf ca. 1840, Festsaal im 1. Stock erhalten                    | Website                      |  |
| Zunft zun Schmiden          | Glockengiesser, Goldschmiede, Harnischer, Hafner, Harfengiesser, Haubengiesser, Hufschmiede, Kannengiesser, Klingenschmiede, Kupferschmiede, Maurer, Messerschmiede, Nagler, Schleifer, Schlosser, Spengler, Sporer, Schreiner, Steinmetzen, Schwertfeger, Wagner, Ziegler, Zimmerleute | Abegg, Bäschlin, Becker, Beglinger, Bendel, Bodmer, Brupbacher, Fischbacher, Gut, Hurter, Jezler, Kübler, Leu, Moser, Pesci, Rauber, Ruckstuhl, Schachenmann, Schäpper, Schnezler, Sigg, Sorg, Steinacher, Stierlin, Sulzer, Wermuth   | Vordergasse 61, 1848 verkauft                                                       | Website                      |  |
| Gesellschaft zun Kaufleuten | Kaufleute, Bleicher, Färber | Harder, Huber, Peyer/de Peyer, von Waldkirch, Ziegler, von/de Ziegler | Vordergasse 52, Festsaal im 1. Stock erhalten                                       |                              |  |
| Zunft zun Becken            | Bäcker, Müller | Brülisauer, Ermatinger, Forster, Furger, Kirchhofer, Lang, Meyer, Müller, Neithardt, Rohr, Schärrer/ Scherrer, Siegerist, Stierlin, Veith, Wäffler, Weckerle                                                                           | Beckenstube 8, Verkauf ca. 1850                                                     | Website                      |  |
| Zunft zun Rebleuten         | Rebleuten | Bürgin, Forster, Ith, Mezger, Müller, Schenk, Schlatter, Spahn | Rebleutegang 2, 1859 verkauft, am 1. April 1944 durch US-Bombardierung zerstört     | Zunftverzeichnis (anno 1831) |  |
| Zunft zum Rüden             | Krämer, Dreher, Glaser, Gürtler, Maler, Seckler, Seiler, Wirte | Abegglen, Ammann, Andreae, Frey, Hüninger, Neher, Schwarz, Seiler | Haus zum Rüden, Oberstadt 20, 1862 verkauft, heute Hotel Rüden, Festsaal erhalten   |                              |  |
| Gesellschaft zun Herren     | Vertreter der alten Adelsfamilien | Im Thurn, Brümsi, von Mandach, Stokar von Neuforn, von Stokar | Herrenstube, Fronwagplatz 3                                                         |                              |  |
| Zunft zun Metzgern          | Metzger, Gabelmacher, Küfer, Ärzte, insbesondere Feldärzte und Chirurgen | Altorfer, Baeschlin, Beck / Bek, Bendel, Bührer, Ermatinger, Fehrlin, Greuter, Habicht, Meyer, Moser, Oechslin, Schmid, Spleiss, Stierlin, Suter, Ulmer, Weber, Wirth                                                                  | Fronwagplatz, 1857 verkauft                                                         | Website                      |  |
| Zunft zun Webern            | Weber, Hutmacher, Siebmacher, Tuchhändler, Wannenmacher | Augsburger, Bardoczy, Berger, Birchmeier, Bolli, Bollinger, Bürki, Dubach, Eberli, Gloor, Graf, Gründler, Hallauer, Harzenmoser, Hofer, Hurter, Kirchhofer, Maier, Mittler, Narr, Ott, Schalch, Schweizer, Sinniger, Sorg, Vieli, Zryd | Vordergasse, Verkauf ca. 1857                                                       |                              |  |

### Zunfthäuser
Jede Zunft besass ein meist prächtiges Zunfthaus mit einer Zunftstube, in der während des Jahres Anlässe und Veranstaltungen der jeweiligen Zunft stattfanden. Mitte des 19. Jahrhunderts, nach Aufhebung der Zunftverfassung, mussten alle Zünfte aus Geldmangel ihre Liegenschaften verkaufen. Die herrschaftlichen Häuser mit ihren schönen Fassaden prägen jedoch noch heute die Altstadt von Schaffhausen. Einige prächtige Zunftsäle sind erhalten geblieben, so z. B. der Saal der Zunft zum Rüden, der Saal der Gesellschaft zun Kaufleuten und der Saal der Zunft zun Schneidern. Andere Liegenschaften werden heute als Restaurants genutzt, so z. B. die Gerberstube oder das Feinschmeckerrestaurant Fischerzunft von André Jaeger.

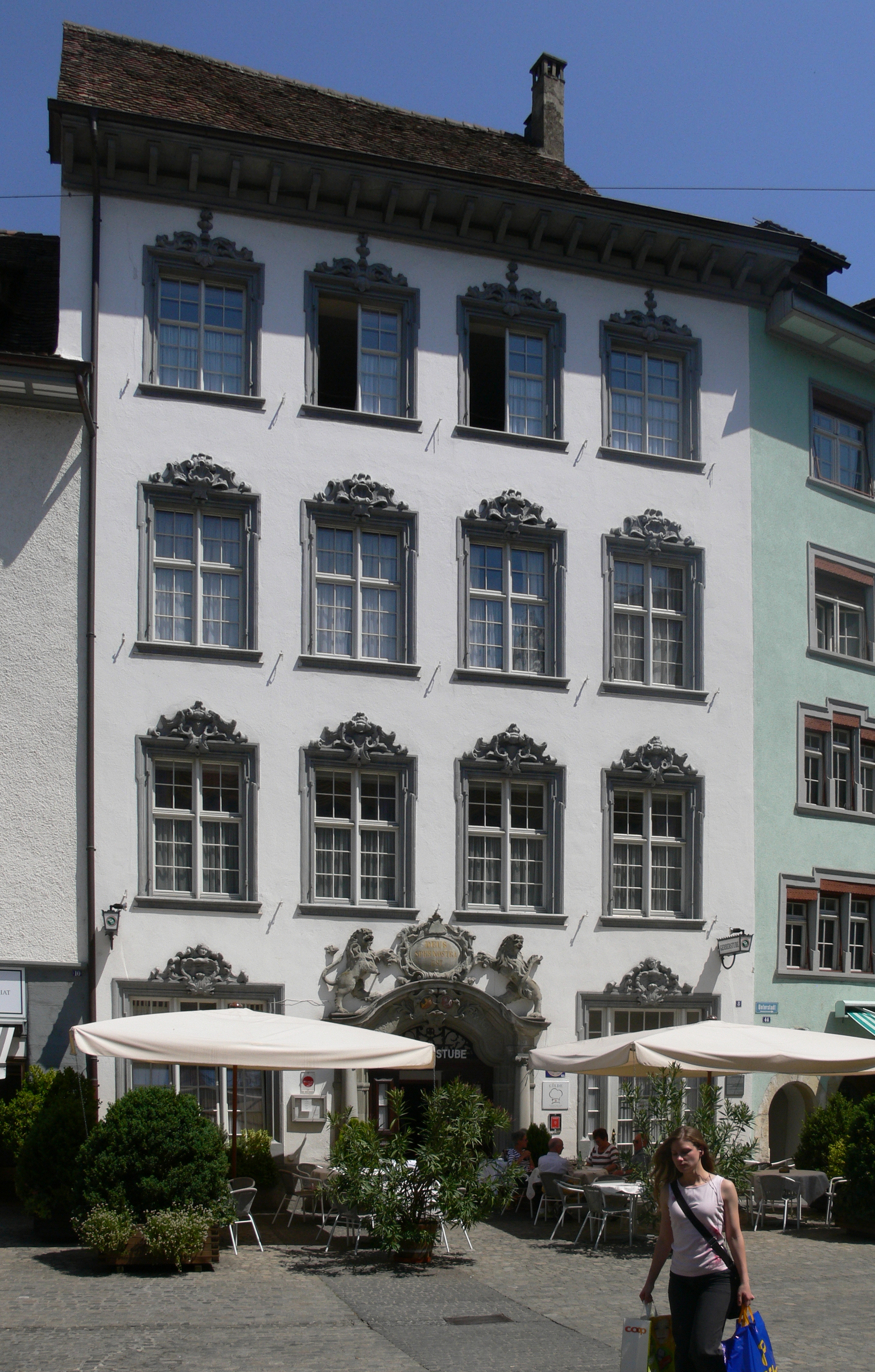
Die Gerberstube aus dem Jahre 1593 war bis 1864 das Zunfthaus der Zunft zun Gerbern
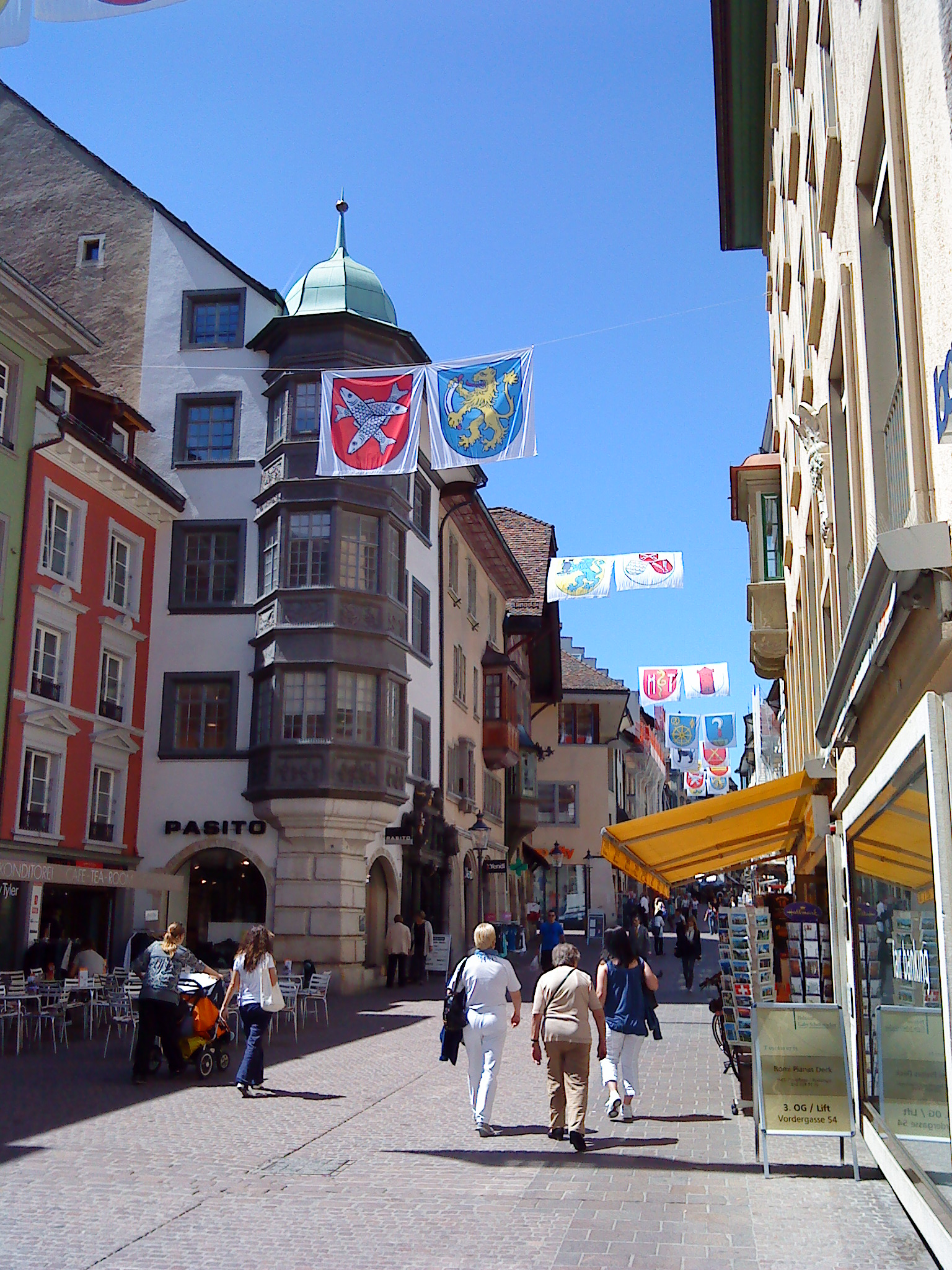
Das ehemalige Zunfthaus der Zunft zun Schmiden
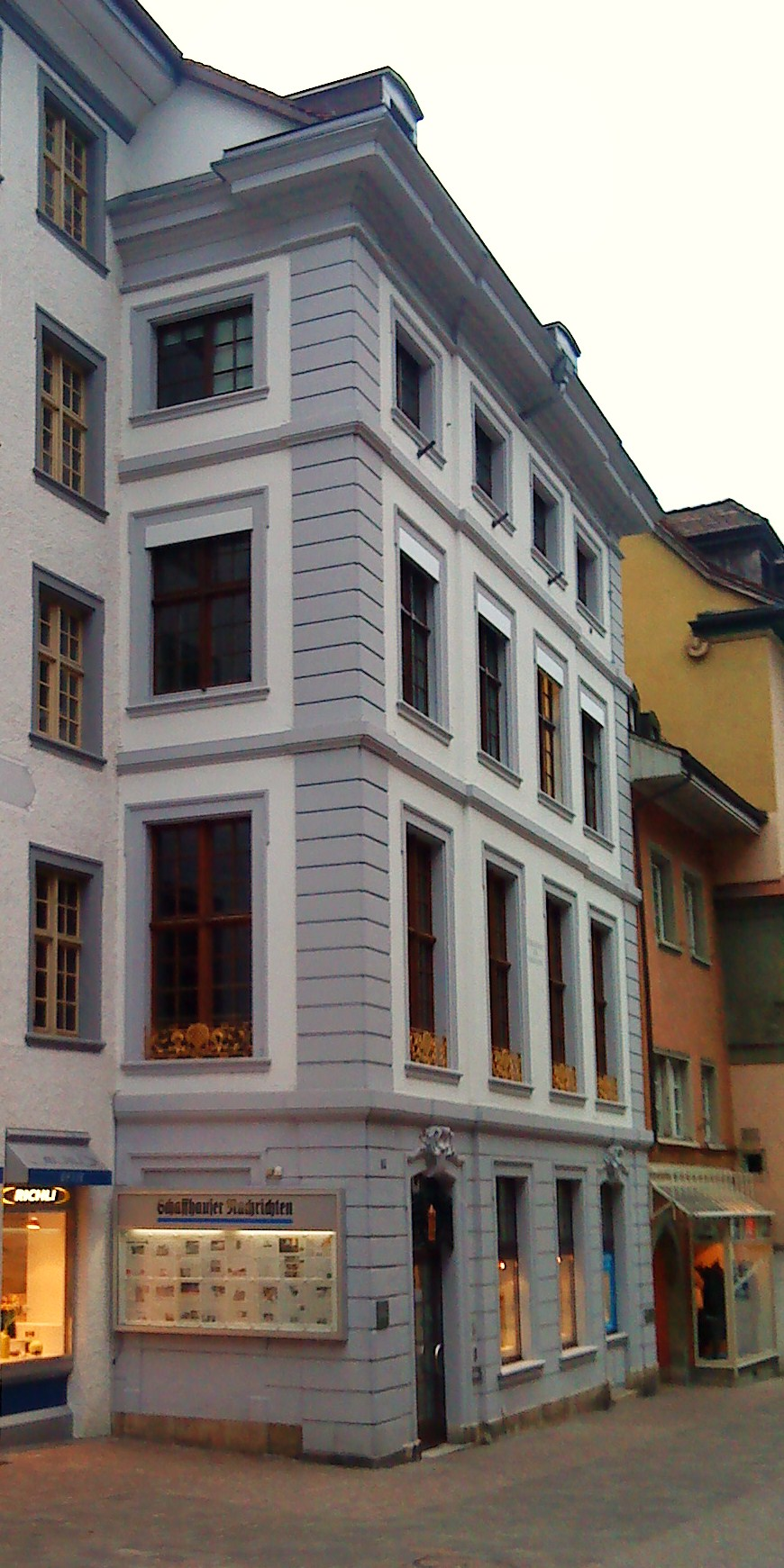
Das ehemalige Zunfthaus der Gesellschaft zun Kaufleuten.

## Anlässe über das Jahr
Viermal pro Jahr wurden die Zünfter zum sogenannten Bott aufgeboten. In ihrer Zunftstube hielten sie die Zunftversammlung ab. Die Beschlüsse gelten als Gesetz, als Gebot.
Die Handwerker trafen sich auch häufig nach getanem Tagwerk in ihren Zunftstuben zu einem Umtrunk. Folgende Anlässe wurden sogar mit Festmahlen gefeiert:
Das Berchtelismahl (2. Januar): An diesem Tag fand das erste Bott im Jahr statt und es wurde über wichtige Ereignisse des kommenden Jahres beraten. Das Bott wurde mit dem festlichen Berchtelismahl beendet.
Der Dreikönigsumzug (6. Januar): Mit Trommeln, Pfeifen und Laternen zogen die Zünfter am Dreikönigstag durch die Gassen der Stadt und besuchten sich gegenseitig in ihren Zunftstuben. Dieser Brauch konnte sich bis ins Jahr 1822 halten.
Das Lichtmessbott (2. Februar): Die neuen Zunftknechte, welche für die Bewirtung in den Zunftstuben zuständig waren, wurden an diesem Tag eingestellt. Die Zünfter konnten ihr Interesse für ein Amt in der Zunft anmelden. Auch wurde die Einteilung für den Wachdienst und die Brandbekämpfung vorgenommen.
Das Aschermittwochsmahl: Das reformierte Schaffhausen hielt sich nicht an die 40-tägige Fastenzeit. Die Zünfter genehmigten sich bereits um 11 Uhr ein üppiges Festmahl, welches am Abend fortgesetzt wurde.
Pfingstmontag: Dieser Tag war der wichtigste Tag im ganzen Zunftjahr. Die Zünfter versammelten sich in ihren Zunftstuben um den Zunftmeister, Sechser und die übrigen Ämter neu zu bestellen. Aus ihren Reihen wurde an diesem Tag auch der neue Bürgermeister bestimmt. Ein üppiges Festmahl durfte an diesem Tag natürlich nicht fehlen. Häufig wurde auch einen Tag später nochmals festlich getafelt.
Das St. Jakobi-Bott (25. Juli): An diesem Tag wurde die Zunftkasse abgerechnet. War das Ergebnis erfreulich, gönnten sich die Zünfter ein Festessen.
Bartholomäusmarkt (26. August): Der 26. August war der Auftakt zu einem fünftägigen Fest. Im Zentrum stand der Bartholomäusmakrt, wo u. a. Seiltänzer, Jongleure und Feuerschlucker auftraten. Da auch viel Gemüse verkauft wurde, hiess der Markt im Volksmund Böllemarkt (Zwiebelmarkt). Die Zünfte veranstalteten einen grossen Umzug. Die Stadt spendierte den Zünften mehrere Fässer Wein.
Martinstag (11. November): An diesem Tag mussten die Bauern den zehnten Teil ihrer Ernte und ihres Viehbestandes ihren Zinsherren abliefern. Auch an diesem Tag veranstalteten die Zünfte ein grosses Festessen.
Neujahrsfeier (25. Dezember): Bis ins Jahr 1701 feierten die Zünfte den Jahreswechsel nach dem alten Julianischen Kalender. An diesem Tag zogen abends die Jungzünfter musizierend durch die Gassen und trieben allerlei Schabernack.

## Die Ämter und die Zunftlade
Jeder Zunft stand ein Zunftmeister vor (bei den beiden Gesellschaften Oberherr genannt). Er leitete die Bott (Zunftversammlung). Die Zunftmeister durften sowohl im Kleinen als auch im Grossen Rat Einsitz nehmen. Die sechs Zunftmitglieder, welche im Grossen Rat sassen, wurden Sechser genannt. Einer von ihnen wurde auch in den Kleinen Rat gewählt. Der Zunftpfleger war für die Zunftkasse verantwortlich. Die Beschlüsse wurden durch den Zunftschreiber protokolliert. Um die wertvollen Kannen, Teller, Zinn- und Silberbecher sowie um die Zunftlade kümmerte sich der Silberherr. Die Zunftlade war eine kleine Truhe. In ihr wurden wichtige Schriftstücke wie der Zunftbrief und der Zunftstempel aufbewahrt. Im Zunftbrief waren die Regeln der Zunft niedergeschrieben. Für das leibliche Wohl in der Zunftstube war der Stubendiener verantwortlich. Die Schauer waren für die Sicherung der Qualität der Handwerksprodukte zuständig. Sie führten regelmässig Inspektionen bei den Handwerksmeistern durch. Der Zunftrüger war schliesslich verantwortlich, dass während der Sitzungen und in der Zunftstube Ruhe und Ordnung herrschte. Bei Verstössen sprach er Bussen aus.

## Zunftsilber
Der Stolz jeder Zunft waren die kunstvoll und aufwändig gestalteten silbernen Zunftbecher. Eine reiche Auswahl der kostbaren Einzelanfertigungen, welche immer noch im Eigentum der Zünfte sind, werden in der Schatzkammer des Museums zu Allerheiligen ausgestellt.

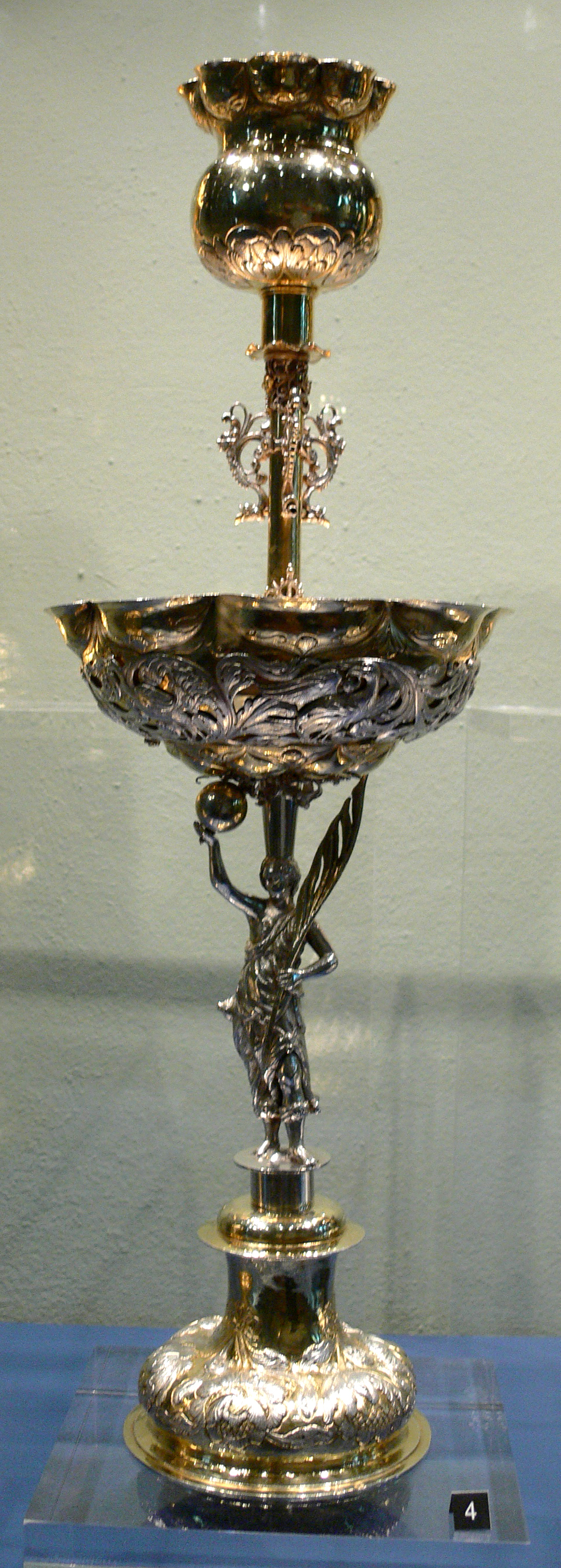
Becher der Zunft zun Fischern
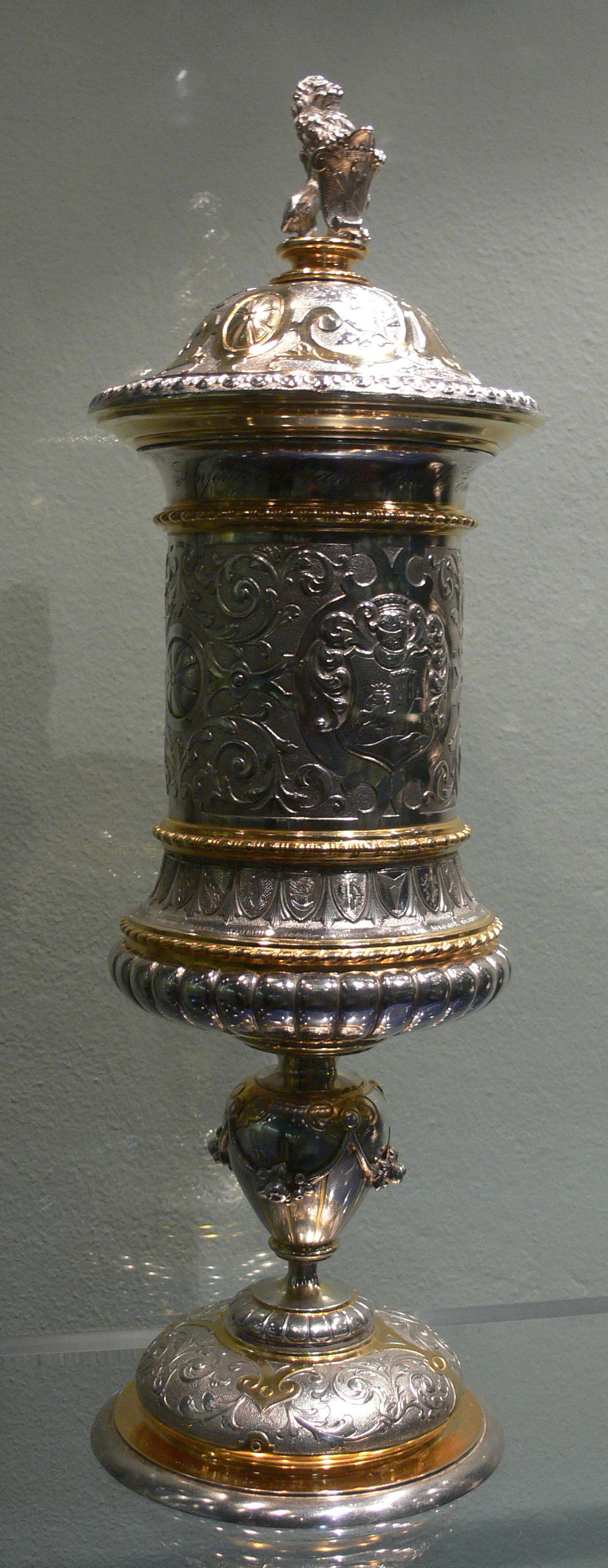
Becher der Zunft zun Gerbern
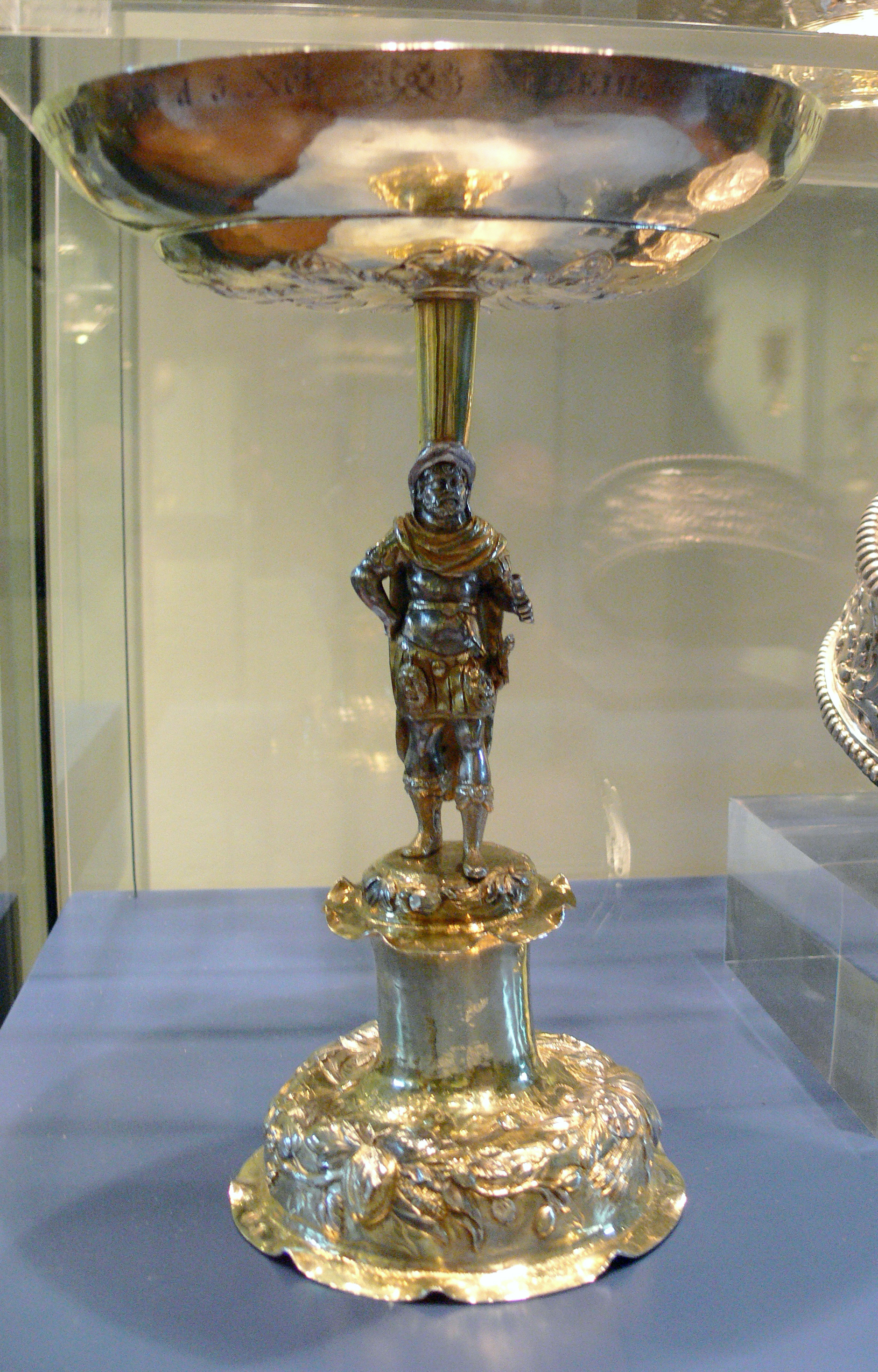
Becher der Zunft zun Schuhmachern
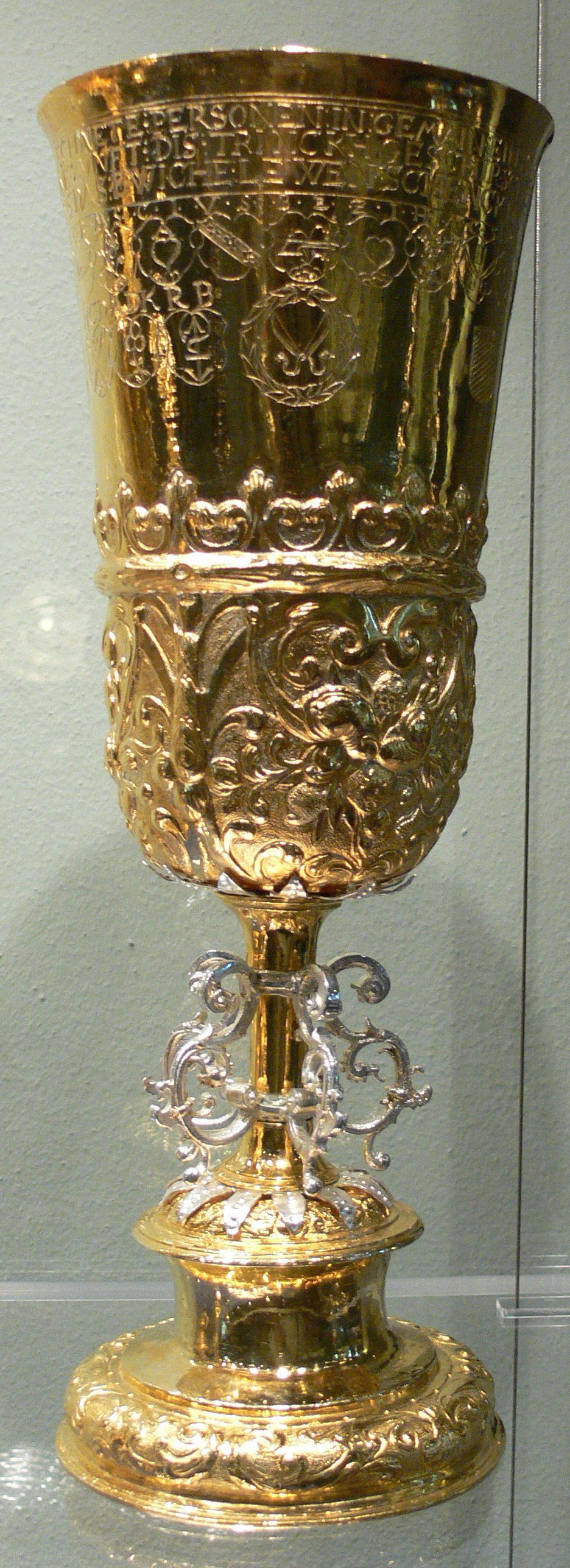
Becher der Zunft zun Schneidern
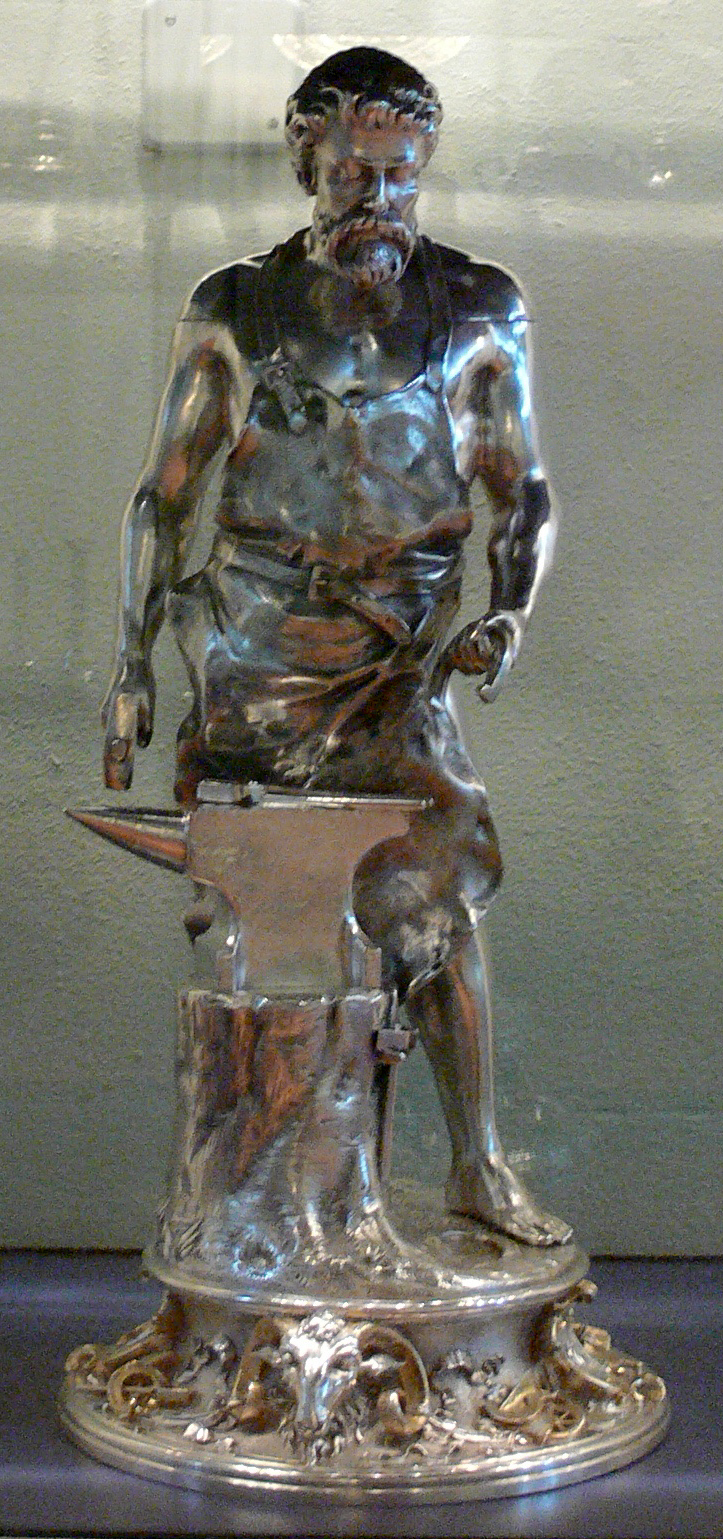
Becher der Zunft zun Schmieden
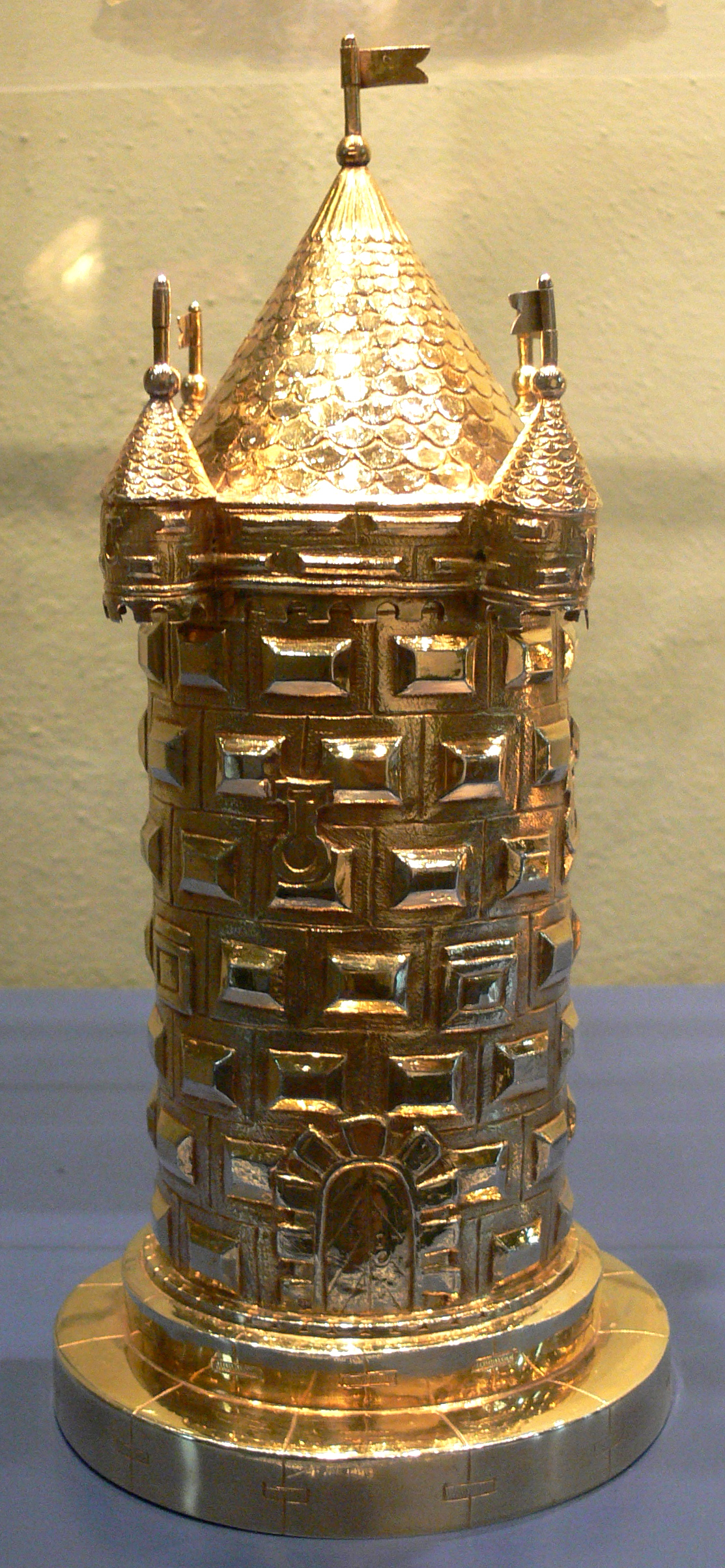
Becher der Gesellschaft zun Kaufleuten
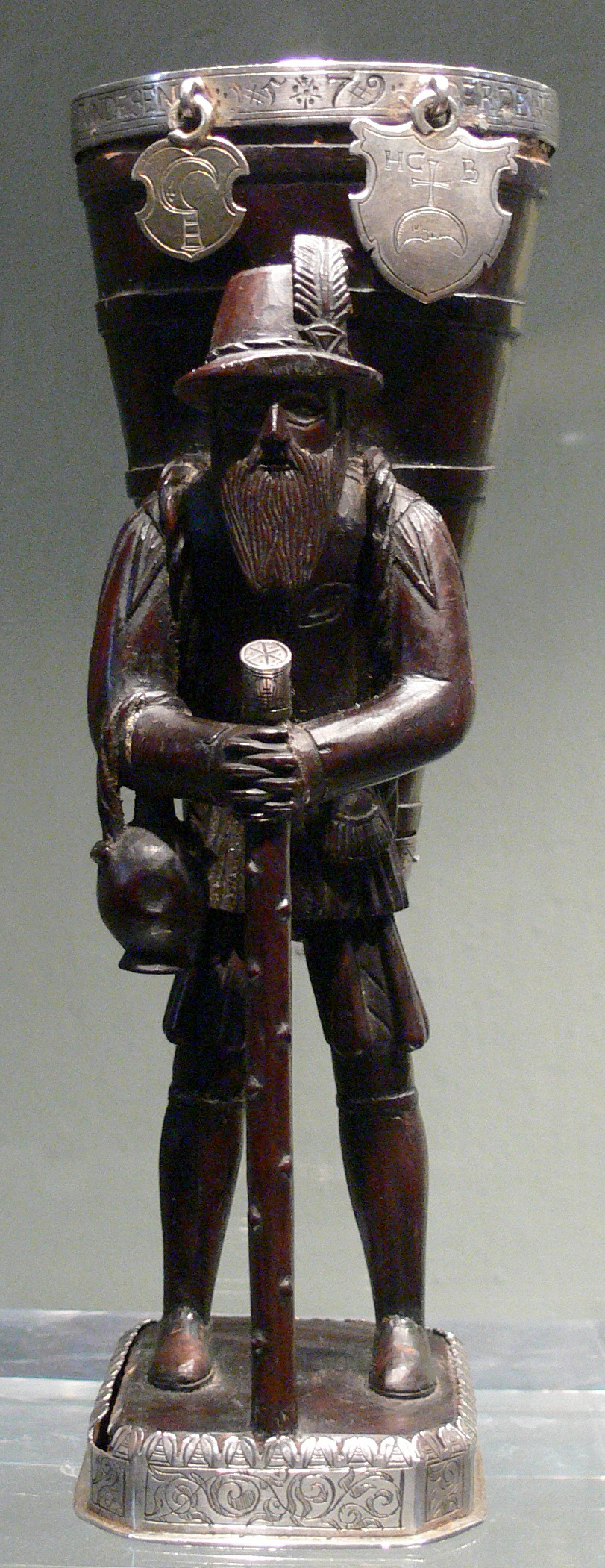
Becher der Zunft zun Rebleuten
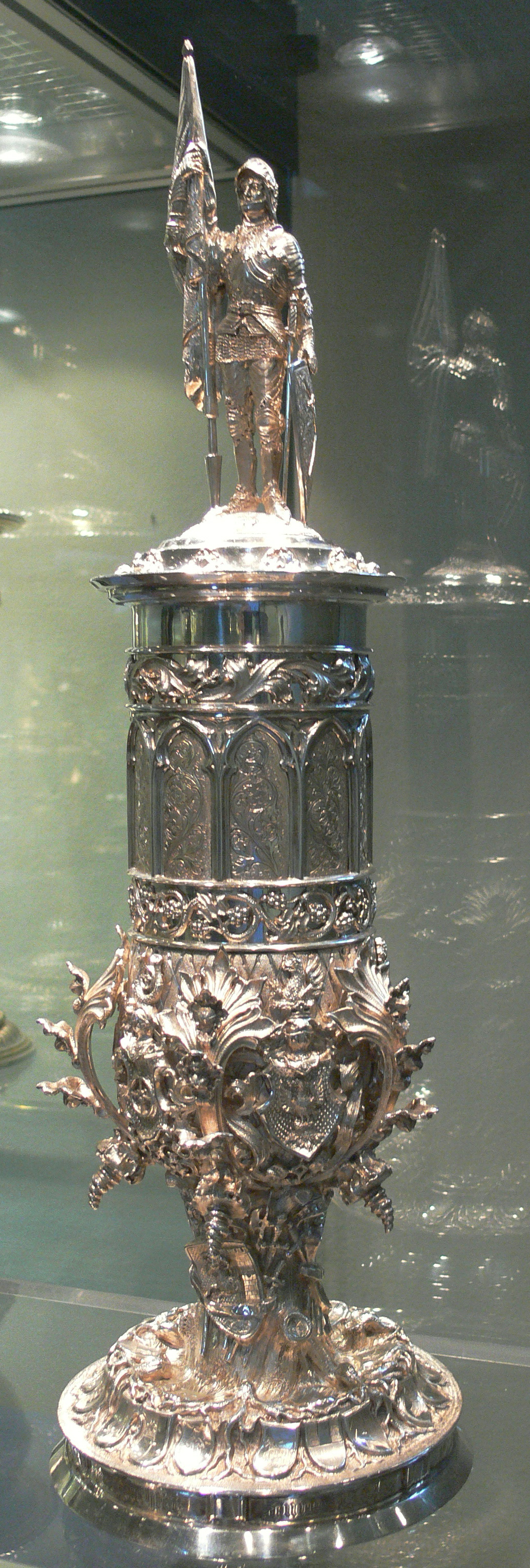
Becher der Oberen Gesellschaft zun Herren
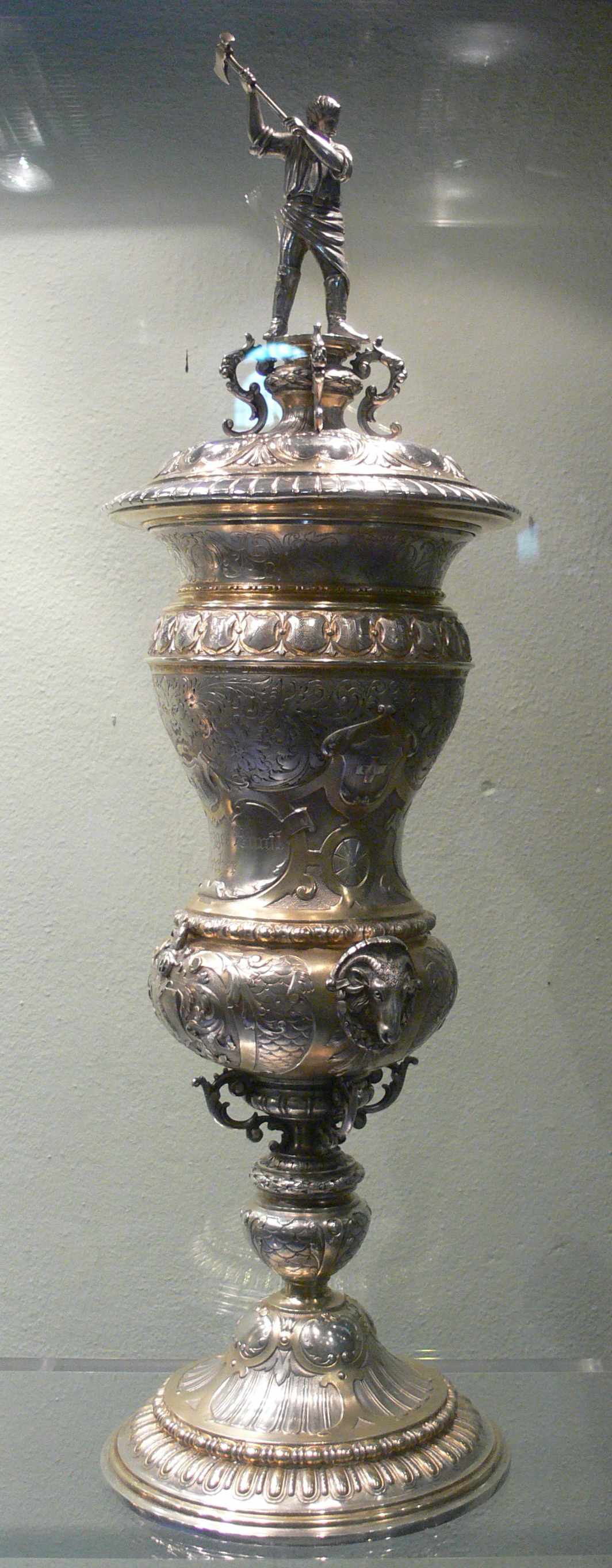
Becher der Zunft zun Metzgern

## Die Zünfte heute
Die Zünfte von Schaffhausen spielen, im Gegensatz zu den Zürcher Zünften, heute keine grosse Rolle im gesellschaftlichen oder kulturellen Leben der Stadt Schaffhausen. Für viele Schaffhauser sind sie gar ganz unbekannt. Die heutigen Mitglieder der Schaffhauser Zünfte sind Nachfahren alter Handwerksfamilien. Kaum einer übt noch den entsprechenden Beruf aus und viele wohnen seit Jahren nicht mehr in Schaffhausen. Die Pflege der Tradition und der gemeinsamen Geschichte führt viele Zünfter zum alljährlichen Zunftbott am Karlstag im Januar nach Schaffhausen. Die Zünfte sind als Vereine organisiert.
Die zwölf Schaffhauser Zünfte und Gesellschaften sind in der Stiftung der Schaffhauser Gesellschaften und Zünfte zusammengeschlossen. Im Rahmen der Stiftung werden gemeinsame Aktivitäten initiiert und organisiert. Die Stiftung vertritt die Gesamtanliegen aller Schaffhauser Gesellschaften und Zünfte nach aussen und pflegt Kontakte zu Behörden und Wirtschaft.
Aus Anlass der Jubiläumsfeierlichkeiten „600 Jahre Schaffhauser Zünfte“ im Jahre 2011 wurden verschiedene Festlichkeiten abgehalten, um die Zünfte in Schaffhausen wieder in Erinnerung zu rufen. Zum ersten Mal seit 1822 wurde wieder ein Dreikönigsumzug durchgeführt.
Es finden sich ausserdem immer noch diverse Behördenmitglieder – auch in Führungspositionen – in den Zünften, beispielsweise der amtierende Erste Staatsanwalt Peter Sticher, der Vize-Zunftmeister der Schneiderszunft ist sowie weitere Staatsanwälte.